# Chiletörnstjärt
Chiletörnstjärt (Aphrastura spinicauda) är en fågel i familjen ugnfåglar inom ordningen tättingar.

## Utbredning och systematik
Chiletörnstjärt delas in i tre underarter:
- A. s. spinicauda – förekommer i mellersta Chile och angränsande västra Argentina söderut till Tierra del Fuego
- A. s. bullocki – förekommer på ön Mocha Island (Chile)
- A. s. fulva – förekommer på ön Chiloé Island (Chile)
- A. s. subantarctica – förekommer i arkipelagen Diego Ramirez söder om Chile

## Status och hot
Arten har ett stort utbredningsområde, men tros minska i antal, dock inte tillräckligt kraftigt för att den ska betraktas som hotad. Internationella naturvårdsunionen IUCN listar arten som livskraftig (LC).